# Castelo e cemitério de Châtenois

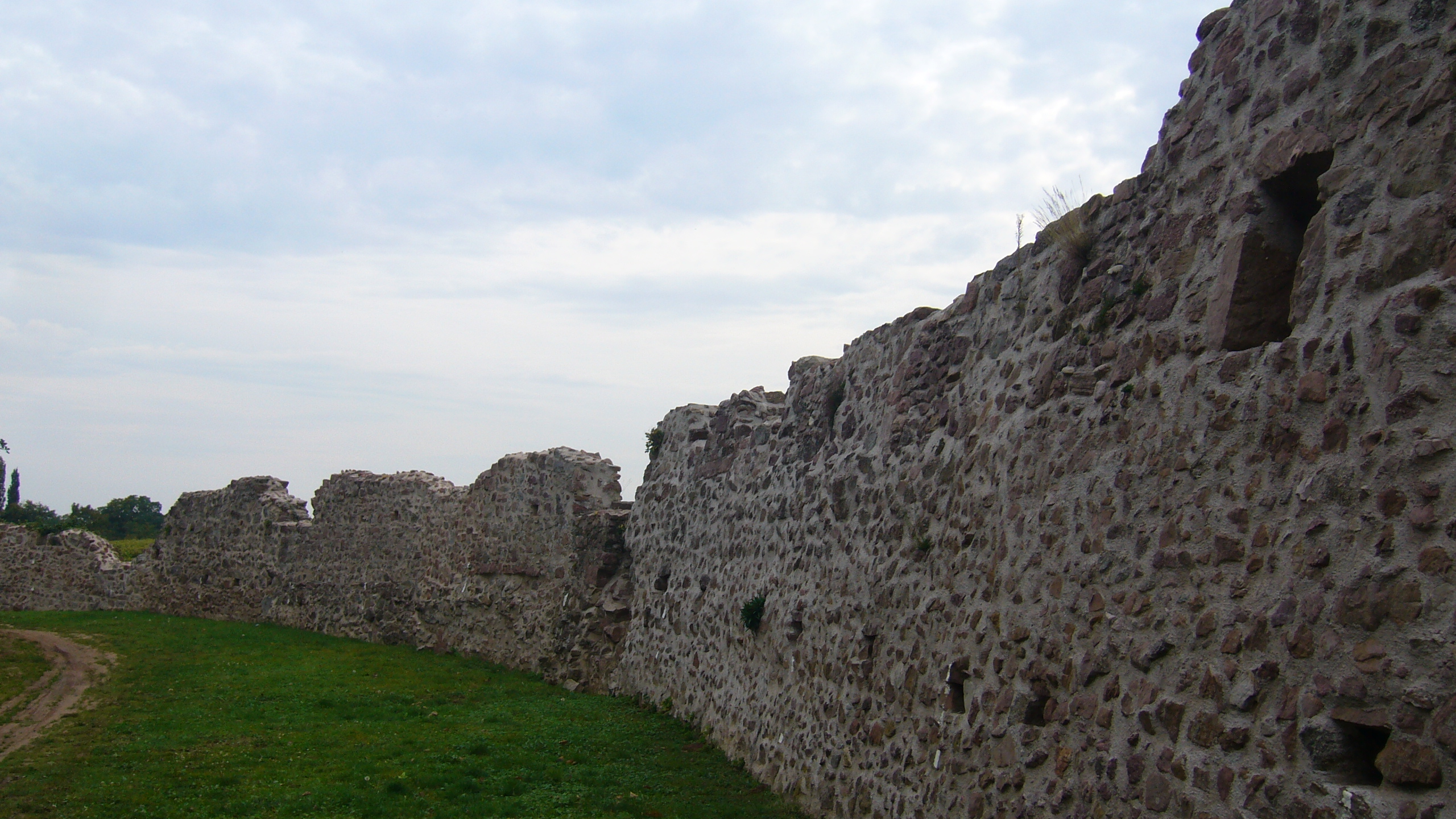
Muralha do Castelo e cemitério de Châtenois

O Château e cemitério de Châtenois é um castelo em ruínas e um cemitério na comuna de Châtenois, no departamento de Bas-Rhin, Alsácia, na França. É classificado como um monumento histórico desde 1932.